# Václav Vančura
Václav Vančura (6. ledna 1857, Čáslav – 26. května 1952, Poděbrady) byl český pedagog a duchovní Jednoty bratrské.
Narodil se v Čáslavi v evangelické rodině. V Čáslavi též vystudoval evangelický učitelský ústav. Během této doby jej výrazně ovlivnil pedagog a pozdější kazatel a spisovatel Jan Karafiát. Václav Vančura poté působil jako učitel v Horní Čermné, kde blíže poznal Jednotu bratrskou skrze přátelství s Vilémem Hartwigem, který tam měl v té době na starost jeden z bratrských sirotčinců. Oženil se s Annou Markovou, která měla k Jednotě bratrské také blízko – dostalo se jí výchovy v  bratrských ústavech v Německu.
Od roku 1885 působil jako pomocný kazatel bratrského sboru v Dubé u České Lípy, v roce 1893 se stal členem Jednoty bratrské. O dva roky později přijal povolání založit sbor Jednoty bratrské v Mladé Boleslavi, poté pomáhal při zakládání dalších bratrských sborů v Nové Pace, Turnově, Železném Brodě a jinde. Působil jako redaktor Bratrských listů, napsal knihu o dějinách obnovené Jednoty bratrské, podílel se na vydání bratrského zpěvníku a v Mladé Boleslavi založil tamní diakonii. Byl otcem početné rodiny, přičemž dva jeho synové ho následovali v duchovní službě. 
V letech 1909–1926 byl členem Úzké rady Jednoty bratrské. V roce 1946 byl zvolen prvním biskupem Jednoty bratrské v českých zemích od jejího návratu do „země otců“ v 19. století. Konsekrován byl 20. 7. 1946 v Mladé Boleslavi, biskupské konsekrace se ujali bratrští biskupové Clarence Harvey Shawe a George William MacLeavy z Velké Británie a Samuel Henry Gapp z USA. V pastýřské službě biskupa působil Václav Vančura až do konce svého života.